# Expeditie (goederen)
Expeditie (van het Latijnse expeditio; "onderneming, veldtocht") is algemene benaming voor het doen vervoeren of bewegen van goederen. Iemand die (of het bedrijf dat) het vervoer doet wordt een expediteur genoemd. Deze expediteur is verantwoordelijk voor het vervoer in opdracht van zijn opdrachtgever. Voor zijn handelingen vraagt hij een honorarium dat vaak verdisconteerd is in de vrachtprijs.
Expeditie is een belangrijk deel van de logistiek.